# Dyspteris tenuivitta
Dyspteris tenuivitta là một loài bướm đêm trong họ Geometridae.